# Lonicera pyrenaica
Espèce
Lonicera pyrenaica, le camérisier des Pyrénées  ou chèvrefeuille des Pyrénées est un chèvrefeuille endémique des Pyrénées et des montagnes du nord de l'Espagne.
C'est un arbrisseau de 50 à 100 cm de haut fleurissant de mai à juillet.

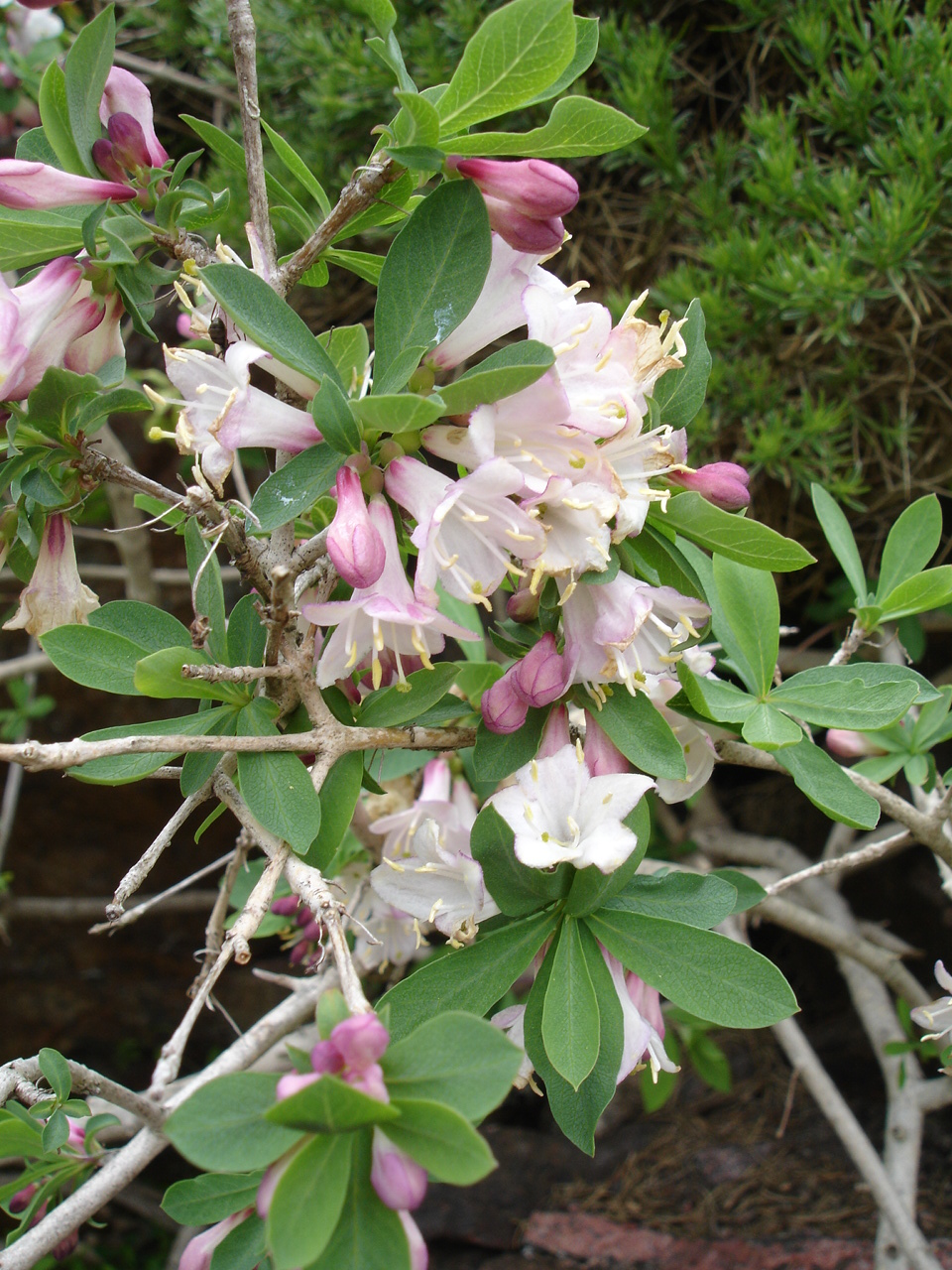
Inflorescence